# Carphalea kirondron
Carphalea kirondron là một loài thực vật có hoa trong họ Thiến thảo. Loài này được Baill. mô tả khoa học đầu tiên năm 1878.

## Hình ảnh

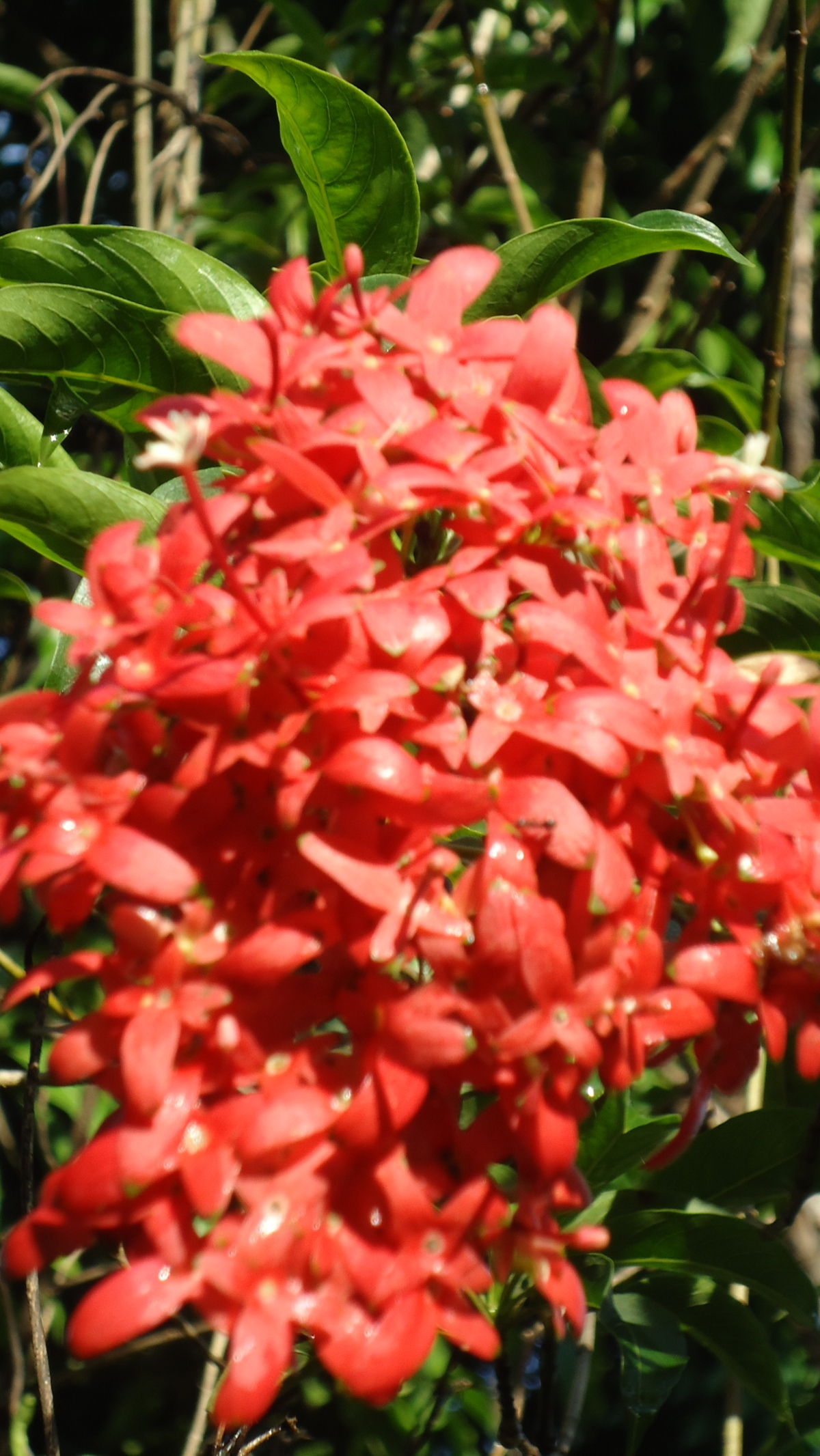
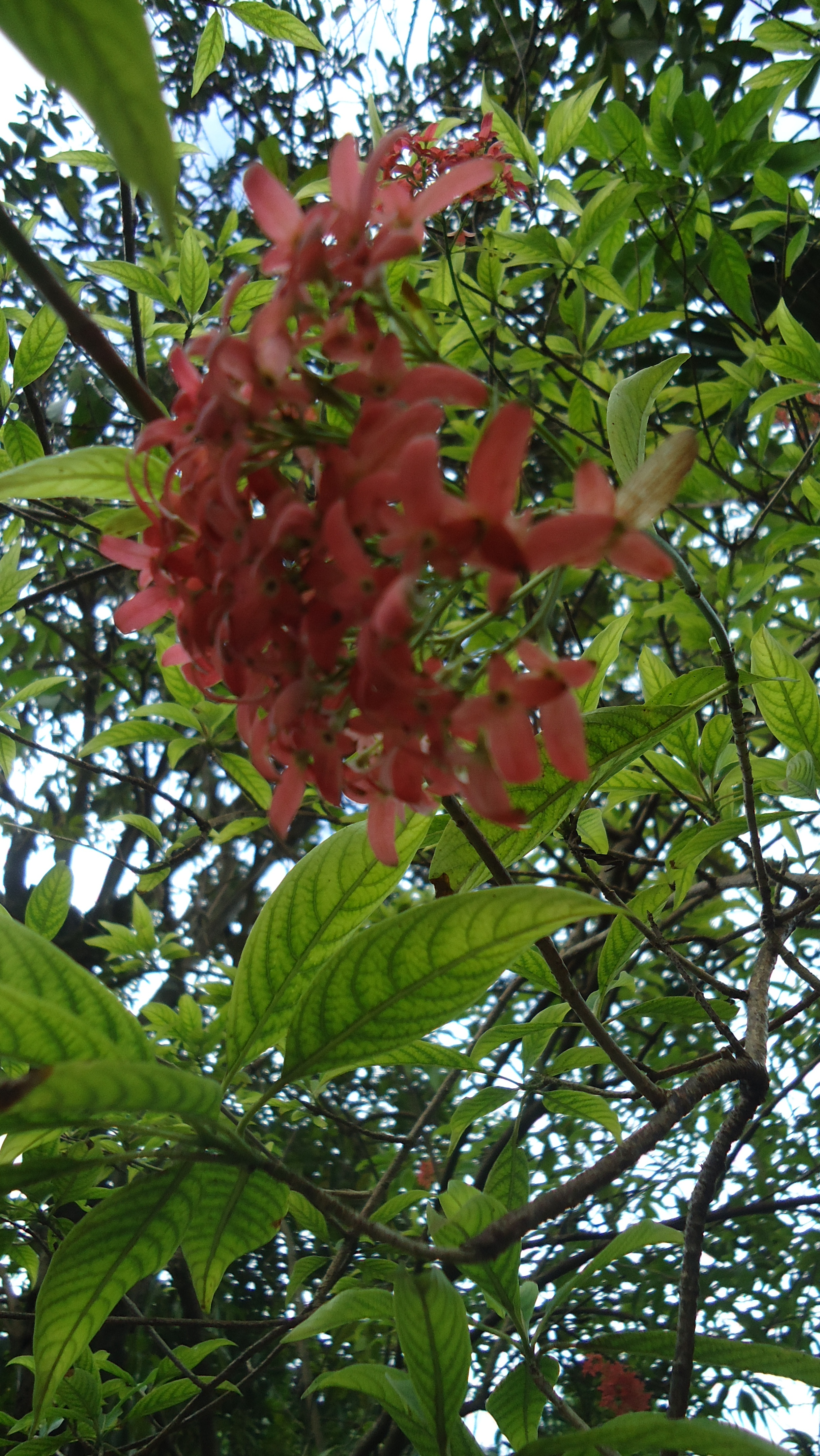
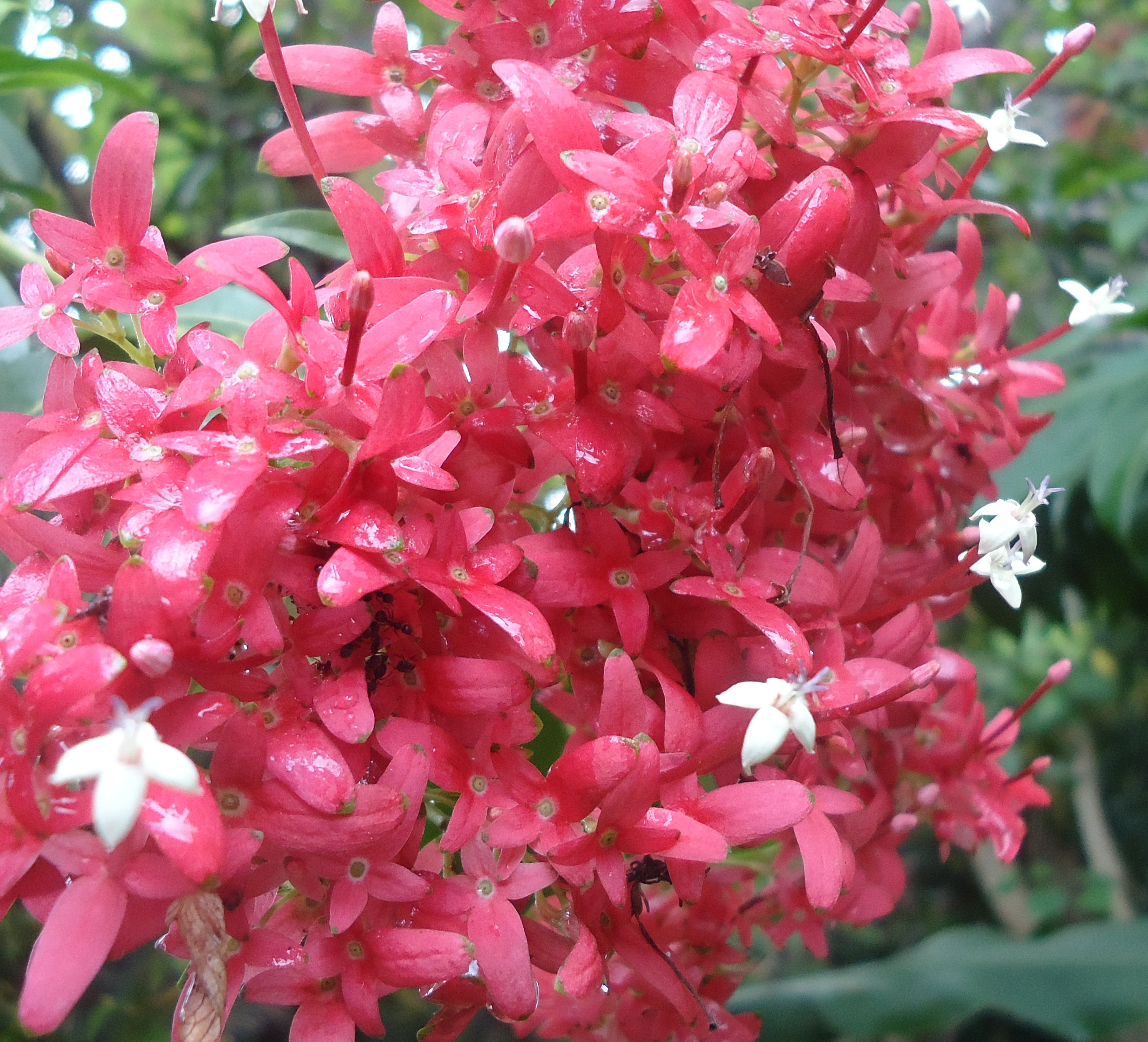
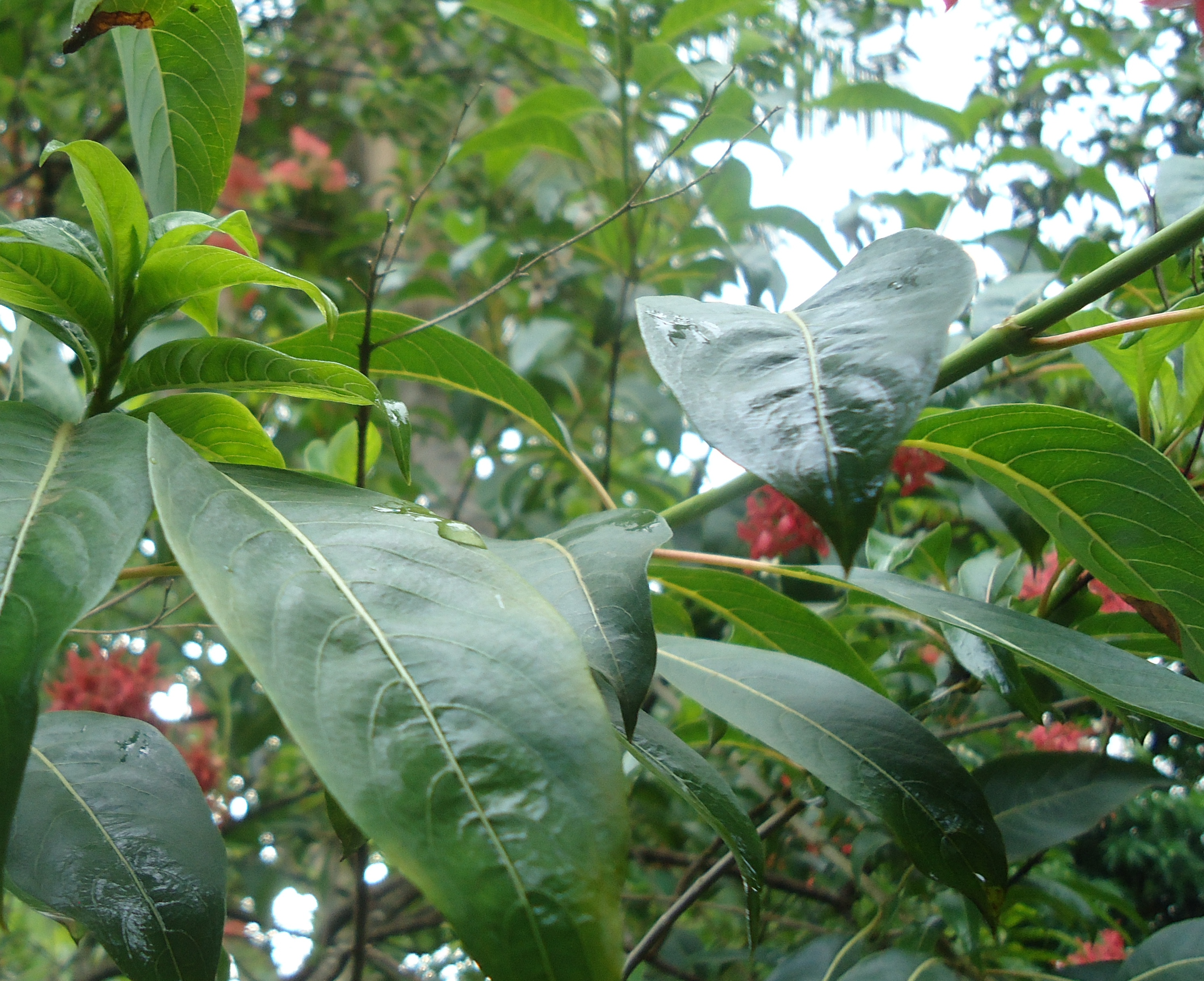